# کاپیتان هوراشیو هورنبلوئر
شیپور کاپیتان هوراشیو (به انگلیسی: Captain Horatio Hornblower) یک فیلم جنگی ماجراجویی آمریکایی-انگلیسی به کارگردانی رائول والش و تهیه‌کنندگی گری میچل و با حضور بازیگرانی همچون گریگوری پک، ویرجینیا میو، رابرت بیتی و ترنس مورگان است.

## داستان
در حین جنگ‌های ناپلئون، یک افسر نیروی دریایی انگلیس به نام کاپیتان هوراشیو، ماجراهایی را در آب‌های مرکزی آمریکا از سر می‌گذراند. 